# Australische Badmintonmeisterschaft 2007
Die Australische Badmintonmeisterschaft 2007 fand vom 23. bis zum 25. August 2007 statt. Es wurden die Titelträger im Herreneinzel, Herrendoppel, Dameneinzel, Damendoppel und Mixed ermittelt.

## Sieger und Platzierte
| Disziplin    | Gold                             | Silber                       | Bronze                       |
| ------------ | -------------------------------- | ---------------------------- | ---------------------------- |
| Herreneinzel | Ashley Moss                      | Chad Whitehead               | Wes Caulkett                 |
| Herreneinzel | Ashley Moss                      | Chad Whitehead               | Rowan Henderson              |
| Dameneinzel  | Leanne Choo                      | Kate Wilson-Smith            | Spoorti Rattan               |
| Dameneinzel  | Leanne Choo                      | Kate Wilson-Smith            | Leisha Cooper                |
| Herrendoppel | Wes Caulkett Michael Chappell    | Mark Prior Chad Whitehead    | William Ponsonby David Jones |
| Herrendoppel | Wes Caulkett Michael Chappell    | Mark Prior Chad Whitehead    | Michael Haese Vincent Choo   |
| Damendoppel  | Leanne Choo Kate Wilson-Smith    | Susan Dobson Erin Carroll    | Janis Kawamoto Jane Bass     |
| Damendoppel  | Leanne Choo Kate Wilson-Smith    | Susan Dobson Erin Carroll    | Gea Denanda Spoorti Rattan   |
| Mixed        | Chad Whitehead Kate Wilson-Smith | Brent Munday Ann-Louise Slee | Mark Prior Leanne Choo       |
| Mixed        | Chad Whitehead Kate Wilson-Smith | Brent Munday Ann-Louise Slee | Wes Caulkett Shevaun Moody   |